# Hs 123 (航空機)
ヘンシェル Hs 123
飛行中のHs 123
- 用途：急降下爆撃機
- 製造者：ヘンシェル
- 運用者：ナチス・ドイツ
- 運用開始：1936年
- 退役：1944年春
- 運用状況：退役

Hs 123 はドイツの航空機メーカー ヘンシェルが製造した複葉、固定脚の急降下爆撃機である。ドイツ空軍初の急降下爆撃機として1936年夏に部隊配備が開始され、1938年秋まで生産された。

## 開発

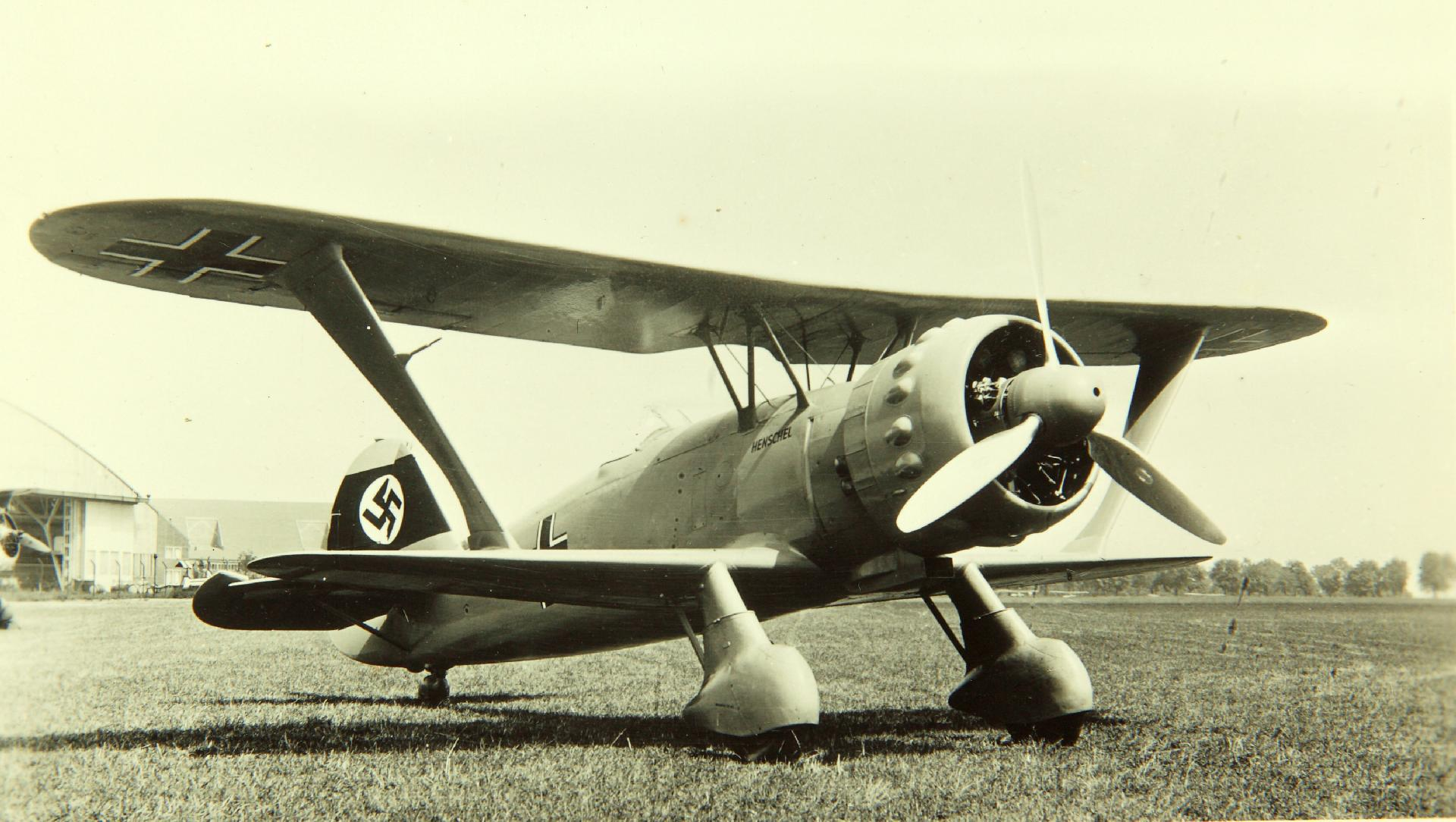
Hs 123の試作5号機（V5）

ドイツ航空運輸委員会技術局（当時）は、1933年にヘンシェルとフィーゼラーの2社に対して急降下爆撃機の開発指示を出したが、これに応じてヘンシェルが開発したのがHs123であった。この開発指示では、第1段階では出力650hpのBMW 132空冷エンジンを搭載した単座複葉機を開発し、並行して第2段階として本格的な急降下爆撃機を開発することになっていた。本機は、この第1段階にあたる機体であった。
Hs123は翼間の支柱を板状にして翼間の張り線を最小限に抑えており、胴体も空力的に洗練された機体であった。しかし、3機の試作機（Hs123-V1～V3）のうち2機は、レヒリン実験場での飛行試験中に急降下を行った際、主翼の構造破壊を起こして墜落してしまった。このため、主翼中央部を強化した試作4号機（Hs123-V4）が作成され、適切な降下高度や角度が慎重に試験された。この機体は好成績を収め、量産が発注された。
生産は1936年から開始されたが、1937年4月には後継機であるJu 87A-1の配備が開始されたため本機の生産ラインは大幅に縮小され、1938年秋に生産は終了した。この間に、エンジンを強化した型や密閉式のコックピットを有する武装強化型が試作されたが、いずれも量産されずに終わっている。

## 実戦
最初の量産型のＡ-1は、1936年のスペイン内戦においてコンドル軍団で5機使用された。ダイブブレーキを持たない本機は、急降下爆撃任務よりも地上部隊への近接支援任務において活躍した。その後本格的な急降下爆撃機であるJu 87の配備が進むと本機は次第に後方に回されたが、1939年のポーランド侵攻や1940年の西方電撃戦でも実戦投入された。戦線の拡大により有用な対地攻撃や地上支援が出来る機体を欲していた東部戦線では頑丈で扱いやすい本機は重宝され、ソ連の戦車隊攻撃に出動し、実戦部隊からは本機の生産再開要求が出された程であった（これは生産ラインが完全に閉じてしまった後だった為実現しなかった）。東部戦線では、結局1944年春まで使用された。

## 主要諸元
（Hs123A-1型）
- 全長：8.3 m[1]
- 全高：3.2 m[1]
- 全幅：10.5 m[1]
- 自重：1,504 kg[1]

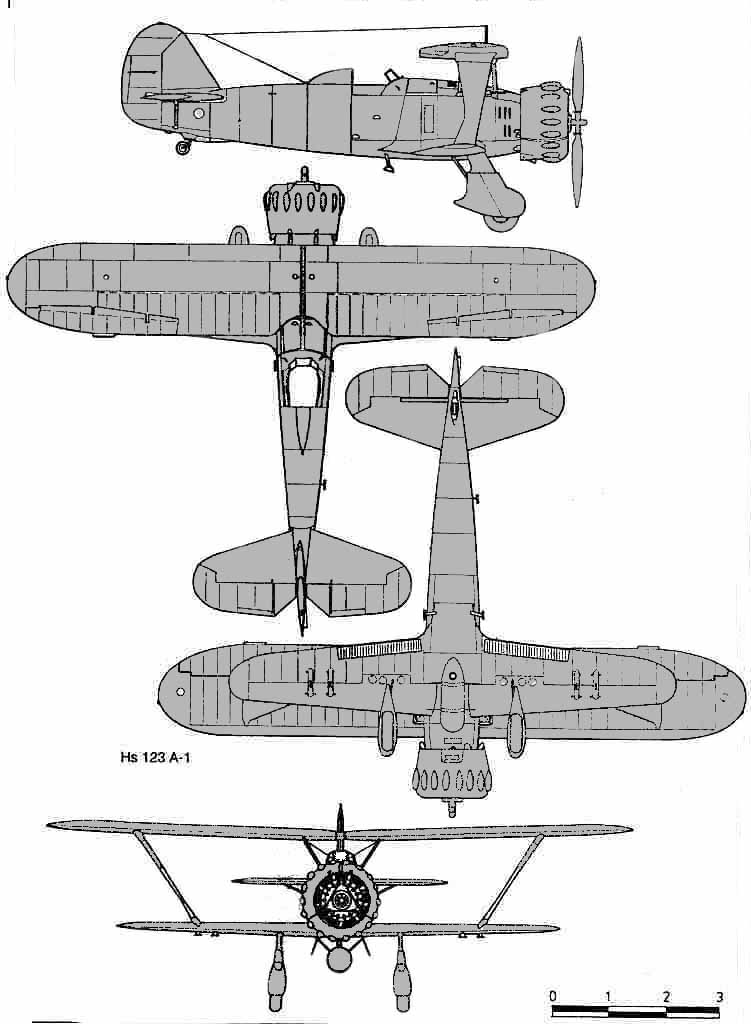
Hs 123 の3面図

- 最高速度：341 km/h（高度1,200m）[1]
- 巡航速度：315 km/h（高度2,000m）[2]
- 上昇率：899 m/min[1]
- 実用上昇限度：9,000 m[1]
- 航続距離：850km[1]
- エンジン：BMW 132DC 空冷星形9気筒エンジン（880馬力）×1[1]
- 乗員：1名[1]
- 武装：MG-17 7.92 mm機銃×2、50kg爆弾×4もしくは20 mm機関砲パック×2[1][2]

## 派生型
- Hs123V1：原型の試作機[1]。滑らかで前後に長いNACA型カウリングを持ち、BMW 132A-3エンジン（650hp）を搭載した[2]。
- Hs123V2～V3：カウリング形状を変更した試作2～3号機。V3はプロペラを3翅に変更し、機関銃2丁を搭載して試験された。試験飛行中に両機とも墜落[1]。
- Hs123V2：主翼中央部を強化した試作4号機[1]。
- Hs123A-1：BMW 132DCエンジン（880hp）を搭載した生産型[1]。
- Hs123B：BMW 132 Kエンジン（960hp）を搭載した出力強化型。試作機1機（Hs123V-5）のみ製作[1]。
- Hs123C：風防を密閉式キャノピーとし、下翼に7.92 mm機銃を2丁増加した武装強化型。試作機1機（Hs123V-6）のみ製作[1]。

## 使用国
- ナチス・ドイツ
- スペイン
- 中華民国（中国大陸時代） - 日中戦争時にスペインから輸入されたもので、日本軍に対する攻撃に使用された。

## 登場作品
- ネットゲーム95 『鋼鉄の虹 〜Die Eisenglorie〜』および、『鋼鉄の虹 パンツァーメルヒェンRPG』

A-1がグリューネラント軍の爆撃機、練習機として登場。同時に投入されたJu-87と違い、本機はライセンス生産は行われず、ドイツからの貸与品である。